# Тараумара
Тараумара или Рарамури е племето, коренно население на Северна Америка, по-точно на северозападно Мексико, чиито членове са прочути със способността си да бягат на свръхдълги разстояния. Рарамури произхождат от щата Чихуахуа, но са се оттеглили към високите сиери и каньони при пристигането на испанските завоеватели през XVI век. Планината Западна Сиера Мадре, която обитават понастоящем, често е наричана на тях – Сиера Тараумара.
По данни от 2006 година тараумара наброява между 50 000 и 70 000. Повечето му членове все още водят традиционен начин на живот и обитават пещери и скални навеси или малки дървени или каменни къщи.
Езикът на тараумара принадлежи на юто-ацтекското езиково семейство. Днес е в упадък заради натиска на испанския, но все още е широко разпространен в племето.

## Атлетичност
Тараумара наричат себе си „рарамури“, което според някои ранни етнографи означава „онези, които бягат бързо“, макар и това да не е общоприето. Селищата им са много отдалечени едно от друго и така този народ си е създал традиция да бяга на свръхдълги разстояния (до над 300 км) наведнъж в рамките на два дни през родната си земя и каньоните с цел комуникация, пренос на стоки и ловуване. Тараумара се увековечени в книгата на Кристофър Макдугъл „Родени да тичат“. Там са описани голяма част от традициите им, както и навика им да бягат с прости сандали, направени от гума.
Тараумара обикновено ловуват с лък и стрели, но също така са известни със способността си да надбягват жертвата си, преследвайки я, докато животното не падне мъртво от изтощение.

## Храна
Основни култури за тараумара са царевицата, бобът, зеленолистните, тиквичките и тютюнът. Чили, картофи, домати и сладки картофи се отглеждат в мексиканските райони. Бобовите растения са един от основните източници на протеин за племето и обикновено се запържват, след като се сварят. Плодовете, които отглеждат, включват ябълки, праскови, смокини и портокали.
Тараумара консумират месо, но то заема не повече от 5% от диетата им. В по-голямата си част то е във формата на риба, пиле или катерици. При церемонии се убиват и домашни животни като крави, овце и кози.